# Sint-Antonius Abtkerk (Opvelp)
De Sint-Antonius Abtkerk is een kerkgebouw in Opvelp in de Belgische gemeente Bierbeek in de provincie Vlaams-Brabant. De kerk ligt aan de Hoegaardsesteenweg en wordt omgeven door een ommuurd kerkhof.
Het gebouw bestaat uit ingebouwde westtoren, een driebeukig schip met drie traveeën en een koor met twee traveeën en een polygonale koorsluiting. Tegen de oostzijde is de sacristie aan gebouwd. De vierkante toren wordt gedekt door een ingesnoerde naaldspits.
De kerk is de parochiekerk van het dorp en is gewijd aan Sint-Antonius Abt.

## Geschiedenis
In 1559 werd de huidige kerk gebouwd, maar de kern heeft romaanse restanten.
In 1769-1772 werd het gebouw herbouwd in classicistische stijl.